# Manfred Stengl
Manfred Stengl (Salisburgo, 1º aprile 1946 – Isola di Man, 6 giugno 1992) è stato uno slittinista, bobbista e motociclista austriaco, campione olimpico a Innsbruck 1964 nel doppio.

## Biografia
È stato un atleta poliedrico, inizialmente ha gareggiato nello slittino, specialità doppio, e in coppia con Josef Feistmantl ha conquistato una medaglia d'argento ai campionati europei di Weißenbach 1962 e soprattutto la medaglia d'oro ai Giochi olimpici di Innsbruck 1964.
Abbandonato lo slittino nel 1971, ha iniziato a dedicarsi al bob come pilota per la squadra nazionale austriaca. Prese parte ad almeno due edizioni dei campionati mondiali, conquistando in totale una medaglia. Nel dettaglio i suoi risultati nelle prove iridate sono stati, nel bob a quattro: medaglia di bronzo a Breuil-Cervinia 1975 insieme a Gert Krenn, Franz Jakob e Armin Vilas, mentre non terminò la gara a Lake Placid 1978.
Passato al motociclismo ha partecipato a diverse corse motoristiche, la più importante delle quali è stata il Tourist Trophy, gara in cui ha preso il via in quindici occasioni, l'ultima delle quali gli è stata fatale. È morto infatti durante l'edizione del 1992 nella gara del Senior TT.

## Palmarès

### Slittino

#### Olimpiadi
- 1 medaglia:
  - 1 oro (doppio a Innsbruck 1964).

#### Europei
- 1 medaglia:
  - 1 argento (doppio a Weißenbach 1962).

### Bob

#### Mondiali
- 1 medaglia:
  - 1 bronzo (a quattro a Breuil-Cervinia 1975).